# Zbigniew Morsztyn
Zbigniew Morsztyn (Cracovia, 1628 – Königsberg, 13 dicembre 1698) è stato un poeta, scrittore e traduttore polacco.

## Biografia

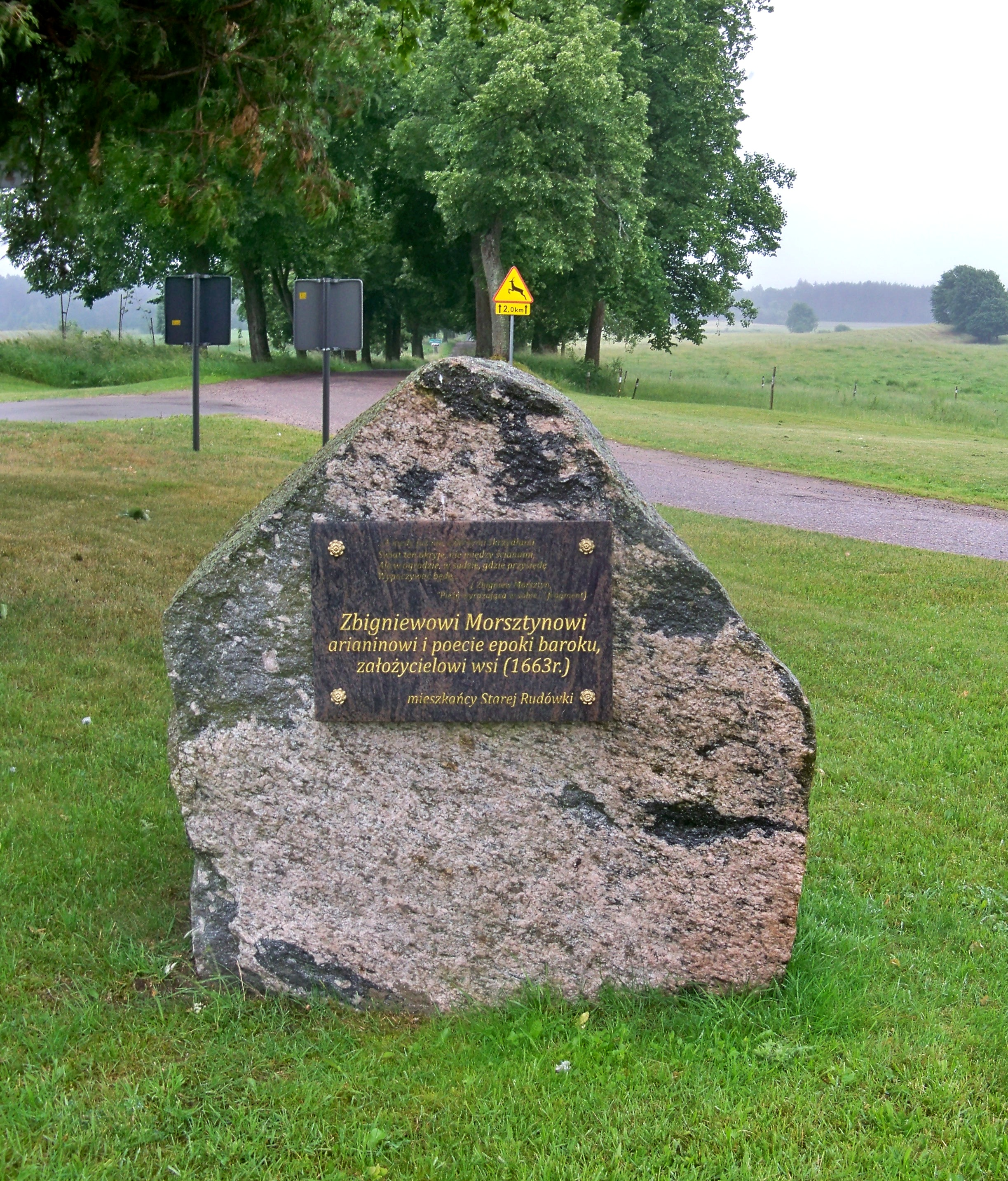
Un monumento commemorativo dedicato a Zbigniew Morsztyn, a Stara Rudówka

Zbigniew Morsztyn nacque a Cracovia nel 1628, in una famiglia tradizionalmente di poeti, figlio di Jerzego Morsztyn e di Katarzyny Stano. Dopo la morte di sua madre, dal 1647 la sua matrigna fu Anna z Kępiński.
Da giovane, dal 1648 al 1657, fu prevalentemente un soldato e combatté al fianco del duca Bogusław, nella battaglia di Beresteczko nel giugno 1651. Tre mesi dopo si trovò a Kiev, occupata dall'esercito lituano sotto il comando dell'anziano Janusz Radziwiłł. Rimase al servizio del principe Janusz Radziwiłł fino alla fine del 1652.
Nel dicembre del 1655 partecipò alla insurrezione anti-svedese e anti-russa.
Il 20 giugno 1656 fu arrestato e imprigionato, e due anni dopo andò in esilio per la sua fede protestante, trasferendosi in Prussia, presso l'Elettore di Brandeburgo, dove si dedicò alla letteratura e alla politica.
Nel 1659, il poeta sposò Zofia Czaplicówna, originaria della Volinia.
Morsztyn si dimostrò un autore prolifico di scritti religiosi, filosofici, storici e sentimentali, di cui una sessantina sono raccolti sotto il titolo di Musa domestica (Muza domowa, 1678).
Morsztyn, nelle sue liriche, manifestò la sua cultura protestante, caratterizzando e distinguendo le sue poesie, in un'epoca in cui era maggiormente diffuso lo stile barocco, con elementi di pessimismo e di amarezza.
Le sue poesie dedicate alla guerra contro gli svedesi e i russi, evidenziarono tutto il suo sconforto, non solo per gli avversari o per il pericolo di morire, quanto piuttosto per la vita militare quotidiana, le malattie, la fame, che a suo giudizio abbassano la dignità umana e abbruttiscono i sentimenti.
Anche l'altra opera principale di Morsztyn, intitolata La gloriosa vittoria sui Turchi ottenuta sotto Chocim (Sławna victoria nad Turkami... pod Chocimem otrzymana..., 1673), fu una cronaca di guerra in stile barocco.
Quando rientrò in patria, Morsztyn si dedicò soprattutto alla traduzione di numerosi scrittori, tra i quali Quinto Orazio Flacco, Aulo Persio Flacco, Giovanni Pico della Mirandola.

## Opere
- Una canzone sull'oppressione (Pieśń o ucisku, 1661);
- La gloriosa vittoria sui Turchi ottenuta sotto Chocim (Sławna victoria nad Turkami... pod Chocimem otrzymana..., 1673);
- Musa domestica (Muza domowa, 1678);
- Treny patetico Apollo con le Muse a dare l'ultimo servizio a un corpo degno ... Jan Hoverbeck (Treny żałosne Apollina z Muzami przy oddaniu ostatniej usługi zacnemu ciału... Jana Hoverbecka, 1682);
- Poesie (Wiersze, 1910).